# Paul Liman
Paul Liman (* 8. Februar 1860 in Schneidemühl; † 28. Januar 1916 in Charlottenburg) war ein deutscher Schriftsteller und Publizist.

## Leben
Liman studierte von 1877 bis 1882 in Halle, Berlin und Kiel Geschichte, Sprachen und Philosophie. 1882 wurde er in Greifswald mit einer lateinischen Arbeit über den Böotischen Bund promoviert. Er war nach dem Studium bis 1889 als Lehrer in Meran tätig. 1890 wurde er politischer Redakteur der Dresdener Nachrichten. Die von ihm nach der Entlassung des Reichskanzlers durch Kaiser Wilhelm II. veröffentlichten Artikel zeichneten sich durch eine bismarckfreundliche Grundhaltung aus. Seine erste Schrift Bismarck und der Hof (Dresden 1892, anonym) brachte es in wenigen Wochen auf 32 Auflagen.
Später war Liman Mitbegründer der Leipziger Neuesten Nachrichten und wurde ihr erster politischer Redakteur. Studienreisen führten ihn nach Italien und in die Balkanländer.
Der als enthusiastischer Bismarckanhänger bekannte Journalist lebte in Berlin. Historiker stufen Liman als einflussreichen – weil öffentlichkeitswirksamen – Claqueur Bismarcks ein.

## Bibliographie
- Bismarck-Denkwürdigkeiten, aus seinen Briefen, Reden und letzten Kundgebungen etc. (Berl. 1899, 2 Bde.)
- Der Burenkrieg, seine Ursachen und seine Entstehung (Coautor v. Ziegesar, Leipz. 1900)
- Bismarck nach seiner Entlassung, Paderborn : Salzwasser Verlag, 2012, 1. Aufl.
- Der Kaiser 1888-1911, Paderborn : Salzwasser Verlag, 2012, 1. Aufl. Ankündigung
- Fürst Bismarck nach seiner Entlassung, Großenwörden (Nieder-Elbe) : A. Rüsch, [1928], Volksausg., 5. Aufl.
- Der Kaiser, Leipzig : Thomas, 1919,
- Fürst Bismarck nach seiner Entlassung, Hamburg : Rüsch, 1916, (Volksausg.), 15. Tsd.
- Bismarck in Geschichte, Karikatur und Anekdote, Stuttgart : Strecker & Schröder, 1915, 5. Aufl.
- Der Kronprinz, Minden i. W. : Köhler, 1914, 1.–22. Taus.
- Der Kaiser, Leipzig : Thomas, 1913, Neue umgearb. u. stark verm. Ausg.
- Der politische Mord im Wandel der Geschichte, Berlin : A. Hofmann & Comp., 1912
- Hohenzollern, Berlin : C. A. Schwetschke & Sohn, 1905, 2. Aufl.
- Der Kaiser, Berlin : Schwetschke, 1904